# ХК КалПа
ХК Калеван пало или скраћено КалПа (фин. Kalevan Pallo, KalPa) професионални је фински клуб хокеја на леду из града Куопија. Основан је 1929. године, а тренутно се такмичи елитна хокејашкој лиги Финске .
Своје домаће утакмице игра у Леденој дворани у Куопију, капацитета 5.004 места за хокејашке утакмице.

## Историјат клуба
Клуб је основан давне 1929, а тренутно се налази у власништву двојице финских НХЛ играча Самија Капанена и Киме Тимонена, те Канађанина Скота Хартнела. 
Клуб је 1999. испао из елитне лиге, у исти ранг такмичења вратио се након 6 година пошто су освојили титулу у другој лиги. Поред две освојене титуле у другој лиги (Местис лига) 2004. и 2005. ХК КалПа је у сезони 1990/91. освојио сребрну медаљу у елитној лиги (у финалу плеј-офа поражени од екипе ТПС), односно бронзу у истом такмичењу у сезони 2008/09. 

## Успеси
- Победник друге лиге (Местис лига): 2 пута (2004. и 2005)
- См-лига: сребро 1990/91.
- См-лига: бронза 2008/09.

## Познати играчи
- Оли Јокинен